# Jesús Zavala
Jesús Eduardo Zavala Castañeda (Monterrey, 21 luglio 1987) è un ex calciatore messicano, di ruolo centrocampista.

## Carriera
Nel giugno del 2011 ha vinto la CONCACAF Gold Cup con la nazionale messicana.

## Palmarès

### Nazionale
- Gold Cup: 1

2011